# K. P. S. Menon
Kumara Padma Sivasankara Menon C.I.E. (* 18. Oktober 1898 in Kottayam; † 22. November 1982) war ein indischer Diplomat.

## Leben
K. P. S. Menon war der dritte Sohn von Janaki Amma und N. C. Kumara Menon, Vakil, Rechtsanwalt aus Ottapalam (Palakkad). K. P. S. Menon heiratete Saraswathi Anujee Sankaran Nair, sie hatten vier Töchter, zu ihren beiden Söhnen gehörte K. P. S. Menon junior, am 28. März 1985 zum Botschafter in Peking ernannt. K. P. S. Menon war der Großvater von Shivshankar Menon.
K. P. S. Menon besuchte die Schule der Church Mission Society in Kottayam, das Madras Christian College und studierte an der Oxford University, dort war er Vorsitzender der Oxford Majlis eines 1896 gegründeten Alumni-Vereins, welcher die indische Unabhängigkeit wiedererlangen suchte.
Beim Aufnahmewettbewerb zum Indian Civil Service belegte er den ersten Platz und trat 1922 in diesen ein. Er war District Magistrat von Tiruchirappalli. Er war Beamter von Britisch-Indien in Khyber Pakhtunkhwa. Er war Diwan in Bharatpur, als er am 1. Januar 1943 in den Orden des Indian Empire aufgenommen wurde. Unter der Regierung von Archibald Wavell, 1. Earl Wavell war er Botschafter von Britisch-Indien bei Chiang Kai-shek in Chongqing. Vom 25. April bis 26. Juni 1945 leitete er die Beratergruppe der Delegation von Britisch-Indien zur Konferenz von San Francisco.
Nach dem August 1945 war er außerordentlicher Gesandter und Ministre plénipotentiaire in der Republik China, wozu ihm Georg VI. ein Akkreditierungsschreiben ausstellte.
1947 war er Vorsitzender der United Nations Temporary Commission on Korea (UNTCOK).
Von 16. April 1948 bis 21. September 1952 war er Staatssekretär im indischen Außenministerium. Von 21. September 1952 bis 1961 war er Botschafter bei Josef Stalin und Nikita Sergejewitsch Chruschtschow. Zeitgleich war er bei den Regierungen in Warschau und Budapest akkreditiert.
Ab 1965 war er Vorsitzender der Индийско-советского культурного общества (Indo-Sowjetischen Kulturvereinigung).
Ab 1970 war im Vorsitz des Weltfriedensrat.
1979 wurde ihm ein Internationaler Lenin-Friedenspreis verliehen.

## Veröffentlichungen
Er veröffentlichte über ein Dutzend Bücher über Reisen und Diplomatie in Asien. Seine Autobiografie hat den Titel: Many Worlds bzw. Many Worlds Revisited.